# Las tres Elenas
Las tres Elenas es una película de drama mexicana de 1954 dirigida por Emilio Gómez Muriel y protagonizada por Amelia Bence, Manolo Fábregas, Domingo Soler, Anabelle Gutiérrez, Sara Guasch, Martha Valdés y Alicia Caro.

## Argumento
Una mujer casada con un reconocido médico confiesa a su madre que se ha enamorado del joven novio de su hija.

## Reparto
- Amelia Bence como Doña Elena Ugalde de Dueñas.
- Manolo Fábregas como Luis Araiza (como Manuel Fábregas).
- Domingo Soler como Don Víctor Ugalde.
- Ramón Gay como Manolo Dueñas.
- Anabel Gutiérrez como Elena, nieta.
- Sara Guasch como Doña Sofía (como Sara Guash).
- Jaime Fernández como Pablo.
- María Gentil Arcos como María.
- Martha Valdés como Esther.
- Alicia Caro como Elena Dueñas, hija.
- Roberto Corell como Cliente de casa de juego (no acreditado).
- Emilio Garibay como Jugador (no acreditado).
- Jesús Gómez como Jugador (no acreditado).
- Salvador Lozano como Doctor (no acreditado).
- Pepe Martínez (no acreditado).
- Lucrecia Muñoz como Soledad, sirvienta (no acreditada).
- Ignacio Peón como Invitado a fiesta (no acreditado).
- José Pidal como Abogado (no acreditado).
- Fanny Schiller como Olimpia (no acreditada).